# Oyama Musashi
Oyama Musashi (大山 武蔵 Oyama Musashi, sinh ngày 11 tháng 9 năm 1998) là một cầu thủ bóng đá người Nhật Bản. Anh thi đấu cho Cerezo Osaka.

## Sự nghiệp
Oyama Musashi gia nhập câu lạc bộ tại J1 League Cerezo Osaka năm 2017.